# 新埤里
23°29′07.8″N 120°20′02.4″E / 23.485500°N 120.334000°E
新埤里是中華民國臺灣嘉義縣太保市轄下的行政區。位於嘉義縣東方，北接舊埤里，東邊毗連後庄里、太保里，西邊毗鄰過溝里、港尾里，南邊與前潭里、後潭里為鄰。
面積約為5.451097平方公里，行政區包含13個鄰、482戶、人口數1445人。信仰中心為主祀媽祖的桃花宮。區域內的徐氏古厝、老榕神樹大排水溝、新埤里王家車行及有機稻米區為該村景點。

## 地理
新埤里是中華民國臺灣嘉義縣太保市轄下的行政區。位於嘉義縣東方，北接舊埤里，東邊毗連後庄里、太保里，西邊毗鄰過溝里、港尾里，南邊與前、後潭里為鄰。

## 聚落歷史
藍鼎元《平臺紀略》曾記載藍廷珍追緝朱一貴時，密糾「溝尾前莊、後莊、小槺榔、新埤、佳走、後潭等庄鄉壯」可知其康熙年間新埤已拓墾形成庄頭。
據太保市志所載，新埤庄頭以新陂而得名，係康熙三十一年(1692年)墾戶李承業、陳大松所合築。早期區域中心位於保安廟(位於今舊埤里)，該廟建於雍正十一年(1733年)，則推測康熙末新埤以形成拓墾庄。日治大正九年(1920年)後，該地名為名為臺南州東石郡太保庄一堡、二堡，至國民政府時期，因人口驟增，故將一堡、二堡改稱新埤及舊埤。
改革開放後，因機動車修車工業及其他相關單位佇立於此，後因設新埤里王家機動車修復維修工業股份有限公司，即王家車行一館。

## 教育
本區域內並無中等及高等教育機構坐落於此，僅設有明陽雙語幼兒學校、一二三幼兒學校、新埤國小、明陽托兒所。

## 文化資源
- 桃花宮：主神媽祖的桃花宮建於民國五十二年(1963年)為該地的信仰中心之一。桃花宮取名緣由有三。據廟方所言乃聖母以香火鼎盛與桃花相映紅之意因而命名。太保市志則另有兩種推測，其一，因聖母於桃花山收服侍神千里眼和順風耳，故取此名以示媽祖威靈。其二，新埤先民祖籍多為泉州南安人，故以家鄉桃花山命名，標示其祖籍[3]。
- 三王府：原名三佛寺，位於新埤里與舊埤里交界處。建立於明治三十五年（1902年），民國六十五年（1976年）重建。該廟最大特色係管理委員會主任委員一職由舊埤里及新埤里各推舉一人共同擔任[5]。

## 景點
里內景點包括有著名的徐宅古厝以及有神樹之譽的百年老榕和新埤大排深水溝等自然人文景觀。此外，新埤有機米專區亦為縣府舉辦太保市花海節之場域，花節期間種植波斯菊及油菜花。

## 產業
該地居民多以務農為業，裁種番茄、稻米為主，另出產花卉、玉米及瓜果，修機車。近年有機米裁植頗為聞名。